# Mircea Postelnicu
Mircea Postelnicu (Bucarest, 27 maggio 1987) è un attore rumeno.
È conosciuto principalmente per il suo ruolo da protagonista nel film concorrente al Festival di Berlino 2017 Ana, mon amour, e in patria per i suoi numerosi ruoli teatrali.

## Biografia
Nel 2010 si laurea in recitazione presso l'Università Nazionale di Teatro e Film (UNACT) . Nel 2013 consegue un master in Arte della recitazione. Recita successivamente negli spettacoli teatrali Tempo per l'amore, tempo per la morte diretto da Catinca Draganescu, Biloxi Blues diretto da Iarina Demian e One stand nite diretto da Dan Vasile. Ha inoltre partecipato allo show televisivo "Distractis" presso la Stazione Televisiva Nazionale Rumena. Nel 2010 è parte del cast nel lungometraggio Portrait of the Fighter as a Young Man.

## Filmografia

### Cinema
- Portrait of the Fighter as a Young Man (Portretul luptatorului la tinerete), regia di Constantin Popescu Jr. (2010)
- Ana, mon amour, regia di Călin Peter Netzer (2017)
- Apostolul Bologa, regia di Dominic Dembinski (2018)[3]